# شوت
شوت هو مسلسل أنمي لمحبي كرة القدم وكان أول عرض (مدبلج للعربية) له على قناة سبيس تون الفضائية [بحاجة لمصدر] والفتى «شامل» هو بطل هذا المسلسل، حيث تدور أحداث المسلسل عن ثلاثة شبان يعشقون كرة القدم وخاصة فريق مدرستهم (مدرسة Kakegawa) ومن متابعتهم لمباريات فريق المدرسة يبدأ هذا الثلاثي بالإعجاب بكابتن الفريق المدعو عماد (Yoshiharu Kubo) ليلتحق هذا الثلاثي المكون من شامل (Toshihiko Tanaka) ورافع (Kazuhiro Hiramatsu) وحارس المرمى وليد (Shiraishi Kenji) بالانضمام لفريق مدرستهم ومنها تبدأ الرحلة للفوز بدوري المدارس

## القصة
إنها قصة اللاعب شامل وأصدقاءه وهي قصة واقعية جميلة ومؤثرة، وقد كان شامل منذ طفولته يحلم بأن يصبح لاعب كرة قدم ماهر وقد أشترك معه في حلمه أصدقاءه وهم وليد ورافع وقريبته حسناء وهو وأصدقاءه كانوا يلقبون بالثلاثي الخطير وقد كان متصلاً بهم لفترة طويلة لكنهم تفرقوا عن بعضهم بعد فترة ولكنهم عادو للظهور لمساعدة شامل فيما بعد وقد ألتحق شامل بفريق المدرسة الثانوية للعب كرة القدم وكذلك صديقاه وهنا تبدأ القصة الرائعة.

## الشخصيات
- شامل :- وهو بطل القصة وهو الفتى الذي يحلم بأن يصبح لاعب كرة قدم ماهر ألتحق بفريق النجاح للتدرب على يد أروع لاعب وهو عماد كابتن ذلك الفريق وقد عانى من بعض المشاكل في بداية مسيرته لكنه استطاع التغلب عليها بمساعدة أصدقاءه له، شامل فتى طريف ومرح ومشاكس في أغلب الأحيان وهو أيضاً يسعا لتميز ولا كنه لايمرس تدربات خاصة أو مكثة فهو يكتفي بتدريبات اليومية غالبًا وهو يهتم بحسناءابنت عمه في البداية كان بنهما بعض المنافسة وكل من همايغار على الآخر ولكنه زاداهتمامه بها مع مرور الأيام وتعلق بها لكنه لم يخبرها، وهو لاعب محترف ماهر في الهجوم ساعده عماد في اكتشف قدرة قدمه اليسرى الكبيرة على تسجيل الأهداف بعد أن جعله عماد يقوم بالتدريب على التسديد بقدمه اليسرا شامل لاعب محبوب موهوب ورائع والجميع يحبونه.[1][2][3]
- رافع :- وهو من أعز أصدقاء شامل منذ الطفولة وهو لاعب عبقري وموهوب وله قدرة كبيرة في التخطيط والتكتيك وهو صانع أهداف لا مثيل له عندما التحق بالمدرسة الثانوية أخرج والده قراراً بأن عليه التوقف عن لعب كرة القدم وأن يدرس ليصبح طبيباً ولكنه لم يستطع أن ينفذ ما طلبه والده خصوصاً بعد أن اكتشف أن والده نفسه كان لاعب كرة قدم ولقد استفاد من خبرة والده في اللعبة ليحطم إستراتيجية ظهر بها والده عندما كان يلعب في فريق المحبة وهي عملية معقدة لكن رافع استطاع أن يحطم تلك الطريقة في اللعب وأستطاع بذكائه أن يهزم فريق المحبة فسمح له والده منذ ذلك اليوم باللعب وهو أيضاً معجب بحسناء لكنه خجول جداً ولم يستطع مصارحتها وذاد التوتر بينه وبين شامل بعد أن عرف كل منهما بحقيقة مشاعر الآخر اتجاه حسناء.
- وليد :- وهو أيضاً صديق شامل ورافع وحسناء منذ الطفولة وهو يلعب في موقع حراسة المرمى وقد كان أمهر الحراس في المرحلة الإعدادية لكنه كان مشاغباً ويثير المشاكل والمتاعب وقد تشاجر مع بعض الأولاد فحرم فريقه من الاشتراك في المباريات النهائية وهذا ما سبب له ردة فعل قوية اتجاه كرة القدم واعتزل عن اللعب لفترة لكنه عاد من جديد ليلعب كرة القدم بعد تشجيع من حسناء التي ذكرته بطفولته وبأهمية الأصدقاء وبحبه لكرة القدم.

وهو متعلق عاطفياً بأخت شامل الكبيرة راوية ومعجب بها كثيراً وهي كذلك معجبة به لكنها في نفس الوقت لا تعيره اهتماماً كبيراً ويصبح فيما بعد الحارس الرئيسي لفريق النجاح بتعين من عماد
- حسناء :- العنصر الأنثوي الأكثر أهمية في المسلسل وهي فتاة مرحة طريفة ونشيطة تحب كرة القدم كثيراً وتصبح فيما بعد مديرة لفريق النجاح وقد كان لها دور فعال في إعادة رافع ووليد للعب كرة القدم وقد كان لها دور أكبر في مسيرة شامل الرياضية حيث كانت تشجعه وتقف إلى جانبه كصديقة في البداية لكن علاقتها به تطورت إلى درجة أنها وقعت في حبه ولكن الكثير من المشاكل اعترضت هذا الحب حيث اضطرت لمراعاة مشاعر رافع وفي نفس الوقت وجود الكثير من الفتيات اللواتي أحطن بشامل وهذا ما دفعها إلى ترك الفريق لتصبح نجمة إعلامية وتوجهت إلى الإذاعة والتلفزيون لكن حبها للفريق وحبها الأكبر لشامل جعلها تعود عن قرارها وترجع إلى شامل وإلى إدارة الفريق.
- عماد :- وهو كابتن فريق النجاح ولاعب هجوم جداً لعب في ألمانيا عندما كان صغيراً وعاد إلى وطنه فيما بعد ليلعب كرة القدم مع منتخبه إنه شخصية هادئة لطيفة مثابرة ومحبوبة كثيراً ويتمتع بروح قيادية والكثير من الحماس الذي ينقله إلى فريقه قصته عبارة عن مآساة حقيقية (ولا أبالغ إن قلت أن قصته جعلتني أبكي من داخل قلبي) فهذا اللاعب البطل ضحى بحياته لأجل فريقه وأحب الفريق حباً لا مثيل له ووقع على أرض الملعب ليودع حياته بين المشجعين وكرة القدم بعد أن حقق هدفاً تاريخياً لا ينسى هذه الشخصية كانت مرتبطة بشكل رسمي وعاطفي بلمياء وكان من أعز أصدقاءه كمال صديقه في الفريق وقد وجد في شامل اللاعب المميز الموهوب فاهتم به وعلمه التحكم بقدمه اليسرى لتكون السلاح السري للفريق.
- كمال :- هو شخصية غريبة غامضة عصبية ومزاجية وهو صديق عماد المقرب في البداية كان يجد عماد مزعجاً لكنه فيما بعد بدأ يعتبره صديقاً طورا معاً أسلوباً للعب وقد كان قبل عماد يتميز بإسلوب لعبه الانفرادي مما سبب له الكثير من المشاكل وطرد من الكثير من الفرق الرياضية لكن عماد ساعده على تخطي هذا هو قاسي بطباعه لكنه لطيف وحنون ويحب فريقه كثيراً وقد أحس بمسؤولية كبيرة اتجاه الفريق بعد موت عماد وحاول أن يفعل الكثير لإعادة الفريق لحماسته وقد كان على وشك الإخفاق لكنه استطاع في النهاية أن يعيد حماسة الفريق وقوته وقاد الفريق للبطولة وللكأس بنفسه وبمساعدة شامل.
- ماهر :- وهو صانع ألعاب ومهاجم جيد جداً جاء بعد موت عماد وعزز قوة الفريق لكنه في البداية لم يشء الانضمام إلى فريق النجاح إلى أن التقى بحسناء ووقع بحبها من النظرة الأولى كما يقولون وقد أعجب ثانياً بلعب شامل ومهارته وأعجب بمهارة رافع وهو شخصية أنانية وكان في البداية يسيء إلى ذكرى عماد كثيراً لكنه بعد فترة بدأ يحبه كما لو كان يعرفه وتمنى من قلبه لو أنه تعرف عليه وقد كان يتشاجر مع وليد كثيراً ولا يطيقه لكنها استطاعا التأقلم لماهر الكثير من العلاقات العابرة مع الفتيات لكن حسناء كانت مختلفة بالنسبة له وفي النهاية شعر بحبها لشامل فقرر مساعدتها.

وهناك الكثير من اللاعبين في الفريق ومنهم جواد وخلدون ورامي أما لاعبي الفرق الأخرى فمنهم مازن الذي كان له قصة مع عماد وكمال ومروان أو مأمون وكان هناك فادي وحسام ولاعب ألماني كان يعرف عماد ويدعى جاك.
- لمياء :- وهي خطيبة عماد وحبيبته وقد كانت أول من عرف بموته تأزمت بسبب هذا فمالت عاطفياً لشامل لأنه كان يذكرها بعماد لكنها صحيت على نفسها فيما بعد وتذكرت ذكرى خطيبها الراحل فتركت شامل وشأنه وقد أعجب بها شامل يعني نزوة ولكنه أستيقظ على نفسه وتذكر حسناء.
- راوية :- أخت شامل الكبرى تدرس التمريض وتعامل شامل على أنه صغير معجبة بوليد لكنها لم تستطع أخباره عن إعجابها به وخصوصاً أنها أكبر منه سناً حدثت معهما بعض المواقف المضحكة والمحزنة لكنها لطيفة جدا ًوتهتم بأمر شامل ووليد والفريق

وقد ظهرت شخصيات منافسة لشامل وفريقه لكن بعد أن تغلب فريق النجاح عليهم اجتمعت هذه الافرقه لمساعده النجاح للوصول إلى البطولة القطرية كونهم يمثلون البلاد.
خلدون التحق بالفريق ليكون إلى جانب صديقه رامي وهو شاب طموح ويحب الموسيقى جدا ربما حتى أكثر من كرة القدم
رامي وهو فتى خجول جدا لكنه طموح ويحب كرة القدم ولقد كان يحب عماد كثيرا وقد لاحظ عماد الجهد الدي يبدله رامي ليصبح نظاميا فاشركه عماد في مباراتهم امام فريق النجوم
فادي لاعب من فريق المحبة هو شاب خلوق وجريء ويحب كرة القدم أيضا وهو شخص طموح ودكي أيضا ولا اخفيكم ان هده الشخصية اثارت دهشتي في كثير من المرات لتحليلاته الدقيقة والمدهلة وطريقته المدهلة في التعامل مع الكرة
شوقي قائد فريق المحبة هده الشخصية تتمتع بالشدة والجراة وهو دو موهبة فدة ولقد كان المنافس الأول لعماد قبل وفاته ولقد ظل يدعم فريق النجاح بعد تاهل هدا الأخير إلى البطولة المحلية وفوزه بالبطولة القطرية
مازن قائد فريق الكفاح ومدربه ولقد كان مدرب كمال في السابق لكن كمال لم تعجبه طريقة مازن في اللعب فتشاجرا حول دلك وقام مازن بطرد كمال من الفريق وقام مازن بدعوة عماد ليلعب في صفوفه لكن هدا الأخير رفض بحجة انه يرى في كمال الشريك الانسب له في اللعب ولقد تخلى مازن عن لعب كرة القدم بعد اقصاء فريق الكفاح من البطولة امام المناهل فقرر بعد دلك ان يساعد كمال وفريقه ودلك بعد سنة على وفاة عماد وراح مازن يدعم فريق النجاح ويزوده بالمعلومات اللازمة ودعمه حتى حصل على كأس بطولة البلاد ليلتفت بعد دلك لحياته ومستقبله
مروان وهو لاعب في فريق ثانوية الكفاح له موهبة خارقة وتسديدات لا تقهر وحده عماد تمكن من صدها

## الممثلون
- زياد الرفاعي
- رأفت بازو
- حسام الشاه
- سهيل جباعي
- بثينة شيا
- محمد مصطفى
- قاسم ملحو
- هيثم قاسم
- رامي حنا
- فادي صبيح
- إيمان الأمير
- رافي وهبة
- مانيا النبواني
و
- مروان فرحات
- مأمون الرفاعي
- أيمن السالك

## روابط خارجية
- شوت على موقع ANN manga (الإنجليزية)